# Лукьянцы
Лукьянцы, до ВОВ Лукъянцы (укр. Лук'янці) — село, Лукьянцевский сельский совет,
Харьковский район, Харьковская область, Украина.
Код КОАТУУ — 6325182301. Население по переписи 2001 года составляет 1242 (602/640 м/ж) человека.
Является административным центром Лукьянцевского сельского совета, в который, кроме того, входят сёла Борисовка, Олейниково и Пыльная.

## Географическое положение
Село Лукьянцы находится на левом берегу реки Липец, выше по течению на расстоянии в 3 км расположено село Пыльная, ниже по течению на расстоянии в 6 км расположено село Слобожанское. На расстоянии в 1,5 км расположено село Олейниково.

## История
- 1862 год — дата основания.
- В 1940 году, перед ВОВ, в Лукъянцах было 20 дворов и брод.[1]
- 1975 год — создание совхоза «30-летие Победы».
- 1980 год — открытие восьмилетней школы.
- 2008 год — открытие детского сада «Надежда».

С 2024 года село находится под оккупацией ВС РФ.

## Объекты социальной сферы
- Детский сад «Надежда»
- Общеобразовательная школа
- Медицинская амбулатория
- Сельский совет
- Стадион
- Продуктовый магазин
- 2 киоска
- Хозяйственный магазин

## Достопримечательности
- Памятник воинам, павшим в боях за Родину